# Spéracèdes
Spéracèdes est une commune française située dans le département des Alpes-Maritimes en région Provence-Alpes-Côte d'Azur. Ses habitants sont appelés les Spéracèdois.

## Géographie

### Localisation
Commune membre du parc naturel régional des Préalpes d'Azur, Spéracèdes est située à 25 km de Cannes et 7 km de Grasse.

### Géologie et relief
La commune est bâtie à flanc de colline, bien exposé plein sud, et se dresse aujourd'hui fièrement au milieu d'une superbe nature méditerranéenne faite d'oliviers et de cyprès. La commune offre le calme et la verdure.

### Sismicité
Commune située dans une zone de sismicité modérée.

### Hydrographie et les eaux souterraines
Cours d'eau sur la commune ou à son aval :
- ruisseau le riou.

Spéracèdes dispose d'une station d'épuration d'une capacité de 20 000 équivalent-habitant.

### Climat
Pour des articles plus généraux, voir Climat de Provence-Alpes-Côte d'Azur et Climat des Alpes-Maritimes.
En 2010, le climat de la commune est de type climat méditerranéen franc, selon une étude du Centre national de la recherche scientifique s'appuyant sur une série de données couvrant la période 1971-2000. En 2020, Météo-France publie une typologie des climats de la France métropolitaine dans laquelle la commune est exposée à un climat méditerranéen et est dans la région climatique  Var, Alpes-Maritimes, caractérisée par une pluviométrie abondante en automne et en hiver (250 à 300 mm en automne), un très bon ensoleillement en été (fraction d’insolation > 75 %), un hiver doux (8 °C) et peu de brouillards. 
Pour la période 1971-2000, la température annuelle moyenne est de 13,9 °C, avec une amplitude thermique annuelle de 15,6 °C. Le cumul annuel moyen de précipitations est de 1 086 mm, avec 6,3 jours de précipitations en janvier et 2,7 jours en juillet. Pour la période 1991-2020, la température moyenne annuelle observée sur la station météorologique de Météo-France la plus proche, « St Cézaire sur Siagne », sur la commune de Saint-Cézaire-sur-Siagne à 5 km à vol d'oiseau, est de 13,3 °C et le cumul annuel moyen de précipitations est de 970,5 mm. 
La température maximale relevée sur cette station est de 36,4 °C, atteinte le 28 juin 2019 ; la température minimale est de −8,1 °C, atteinte le 12 février 2010,,. 
Les paramètres climatiques de la commune ont été estimés pour le milieu du siècle (2041-2070) selon différents scénarios d'émission de gaz à effet de serre à partir des nouvelles projections climatiques de référence DRIAS-2020. Ils sont consultables sur un site dédié publié par Météo-France en novembre 2022.

### Voies de communications et transports

#### Voies routières
La RD 2562 est le principal axe routier permettant la liaison entre le Var et les Alpes Maritimes au Nord du Lac de Saint Cassien, en desservant de nombreuses communes dont Spéracèdes.

#### Transports en commun
- Transport en Provence-Alpes-Côte d'Azur

La commune, desservie par le réseau Sillages, est proche des accès internationaux, l'aéroport de Nice-Côte d’Azur se trouvant à 30 min.

### Communes limitrophes
| Saint-Cézaire-sur-Siagne | Saint-Vallier-de-Thiey | Cabris     |
| Saint-Cézaire-sur-Siagne | Spéracèdes             | Cabris     |
| Le Tignet                | Le Tignet              | Peymeinade |

### Intercommunalité
Commune membre de la Communauté d'agglomération du Pays de Grasse.

## Urbanisme

### Typologie
Au 1er janvier 2024, Spéracèdes est catégorisée ceinture urbaine, selon la nouvelle grille communale de densité à 7 niveaux définie par l'Insee en 2022.
Elle appartient à l'unité urbaine de Nice, une agglomération intra-départementale dont elle est une commune de la banlieue,. Par ailleurs la commune fait partie de l'aire d'attraction de Cannes - Antibes, dont elle est une commune de la couronne,. Cette aire, qui regroupe 24 communes, est catégorisée dans les aires de 200 000 à moins de 700 000 habitants,.

### Occupation des sols
L'occupation des sols de la commune, telle qu'elle ressort de la base de données européenne d’occupation biophysique des sols Corine Land Cover (CLC), est marquée par l'importance des forêts et milieux semi-naturels (57,2 % en 2018), en diminution par rapport à 1990 (61,9 %). La répartition détaillée en 2018 est la suivante : 
forêts (41,6 %), zones urbanisées (39,2 %), milieux à végétation arbustive et/ou herbacée (15,7 %), zones agricoles hétérogènes (3,6 %).
L'évolution de l’occupation des sols de la commune et de ses infrastructures peut être observée sur les différentes représentations cartographiques du territoire : la carte de Cassini (XVIIIe siècle), la carte d'état-major (1820-1866) et les cartes ou photos aériennes de l'IGN pour la période actuelle (1950 à aujourd'hui).

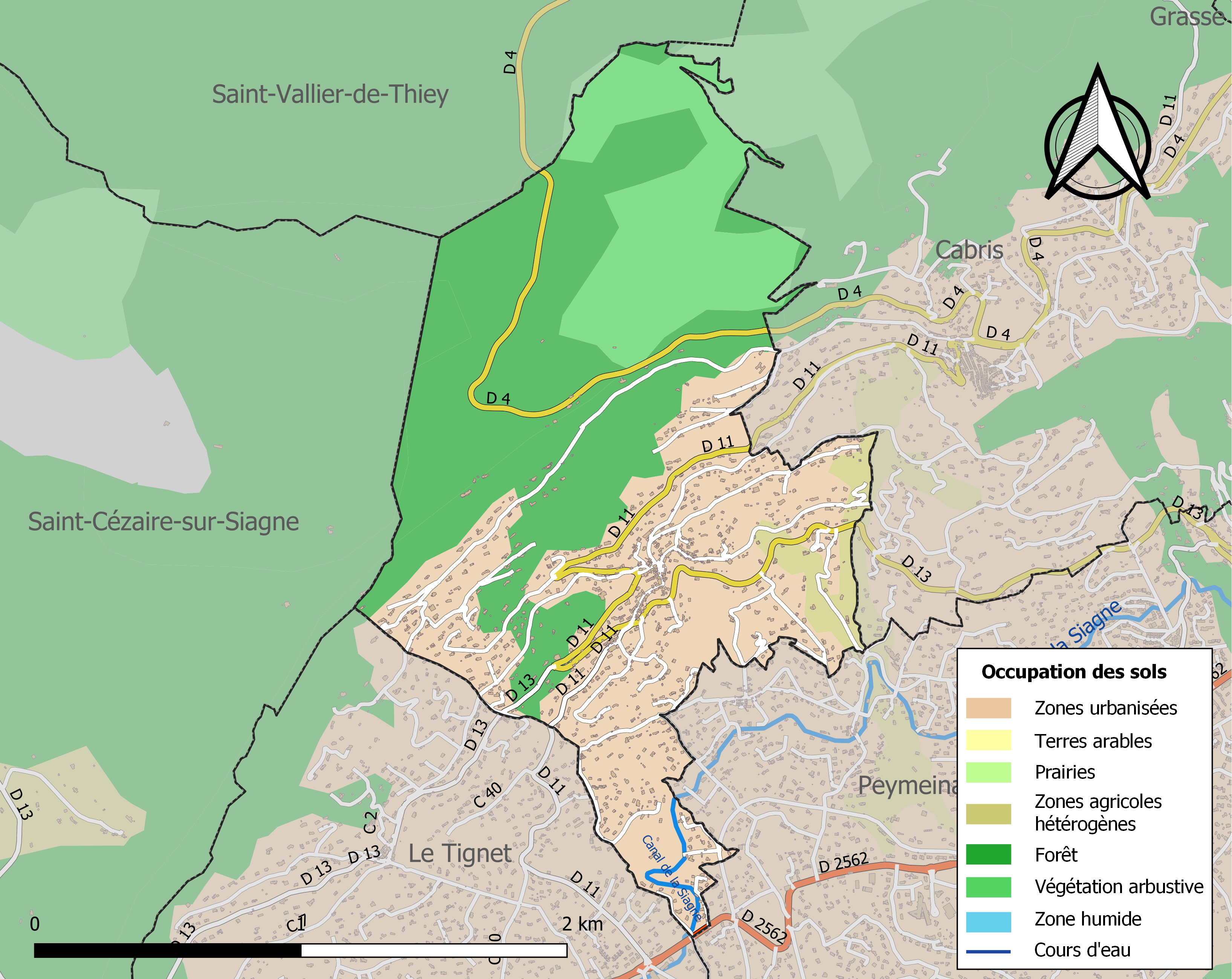
Carte de l'occupation des sols de la commune en 2018 (CLC).

## Économie

### Entreprises et commerces

#### Agriculture
- Moulin à huile[18].

#### Tourisme
- Hôtel restaurant[19].
- Gîtes de France.

#### Commerces
- Commerce de proximité : 
  - Épicerie, Tabac, Presse, Primeur « Au Fil des Saisons »[20].

## Histoire
Le nom de Spéracèdes apparaît pour la première fois au XIe siècle, à Lérins, sous le nom de « la Perasceda ».
À la fin du Xe siècle, Guillaume II de Provence donne la terre de Cabris à Rodoard, fondateur de la maison de Grasse. Les seigneurs vont y construire un château, le village avec son enceinte malgré l'absence d'eau. Spéracèdes est alors un hameau de Cabris mais il y avait sur le site trois sources qui ont permis de faire tourner des moulins à huile.
Il y a eu dès l'origine une opposition des habitants de Spéracèdes vis-à-vis de ceux de Cabris.
À la fin du XIXe siècle, et pendant 20 ans, les habitants de Spéracèdes ont refusé de participer aux élections municipales de la commune de Cabris. Finalement, le 30 décembre 1910, Spéracèdes est devenue une commune.

## Politique et administration

### Liste des maires

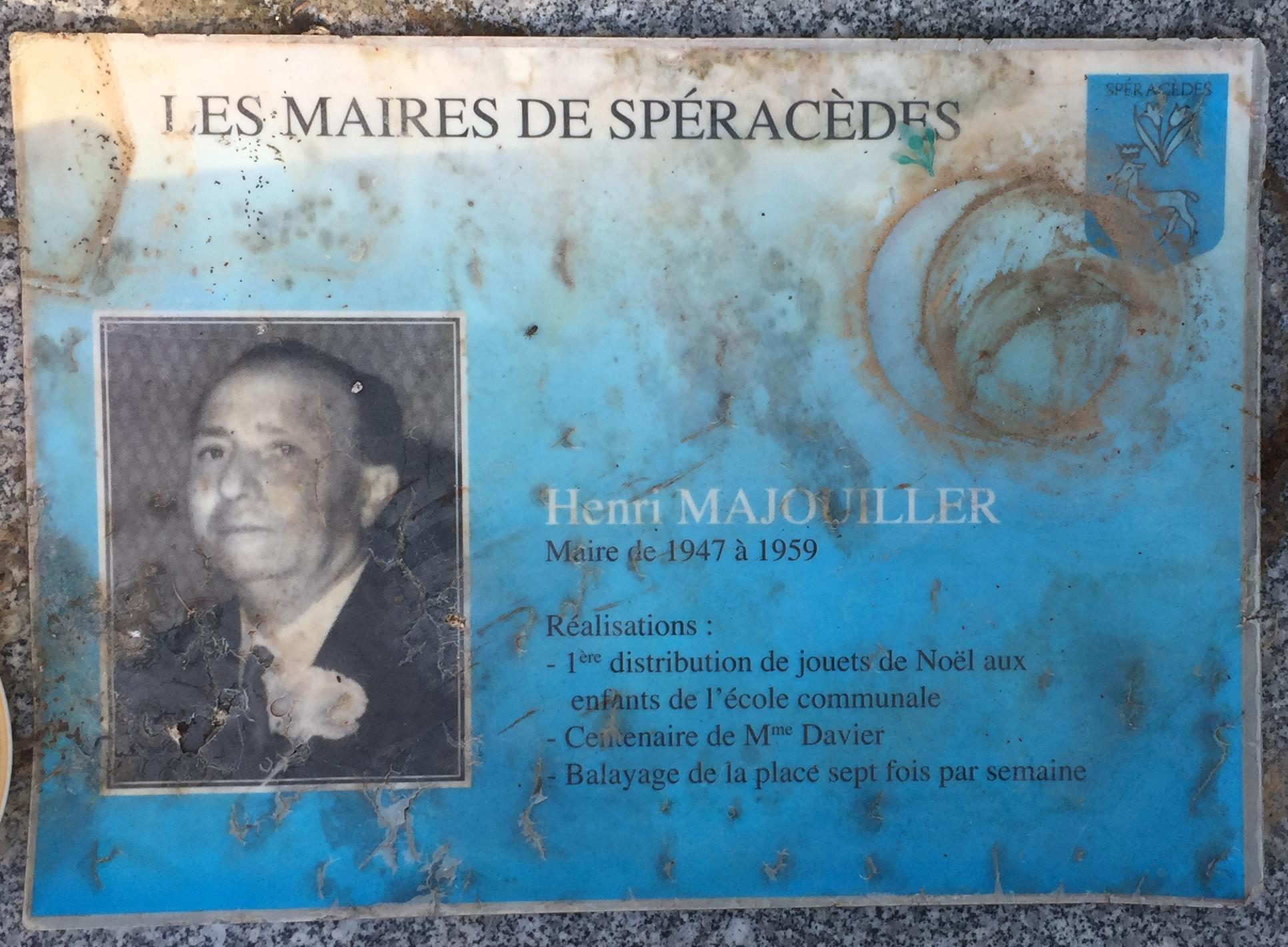
Henri Majouiller, maire de Spéracèdes de 1947 à 1959.

| Période   | Période        | Identité                     | Étiquette | Qualité                                        |
| --------- | -------------- | ---------------------------- | --------- | ---------------------------------------------- |
| 1911      | 1935           | Andrè Pourcel                |           |                                                |
| 1935      | 1936           | Jean Latty                   |           |                                                |
| 1936      | 1941 (révoqué) | Honoré Majoullier            |           | Boulanger Révoqué par le Gouvernement de Vichy |
| 1942      | 1944           | Albert Cotte                 |           |                                                |
| 1944      | 1945           | Honoré Majoullier            |           |                                                |
| 1945      | 1947           | Justin Lans                  |           |                                                |
| 1947      | 1959           | Henri Majoullier (1910-1971) |           | (fils d'Honoré Majoullier)                     |
| 1959      | 1965           | Justin Lans                  |           |                                                |
| 1965      | 1975           | Jean Baraban                 |           |                                                |
| 1975      | 1985           | René Azaïs                   |           |                                                |
| 1985      | 2001           | Dominique Bégard             |           |                                                |
| mars 2001 | 2020           | Joël Pasquelin               |           |                                                |
| 2020      | En cours       | Jean-Marc Macario            |           |                                                |

### Budget et fiscalité 2016
En 2016, le budget de la commune était constitué ainsi :
- total des produits de fonctionnement : 1 175 000 €, soit 883 € par habitant ;
- total des charges de fonctionnement : 976 000 €, soit 734 € par habitant ;
- total des ressources d'investissement : 341 000 €, soit 256 € par habitant ;
- total des emplois d'investissement : 467 000 €, soit 351 € par habitant ;
- endettement : 736 000 €, soit 553 € par habitant.

Avec les taux de fiscalité suivants :
- taxe d'habitation : 9,50 % ;
- taxe foncière sur les propriétés bâties : 8,29 % ;
- taxe foncière sur les propriétés non bâties : 27,80 % ;
- taxe additionnelle à la taxe foncière sur les propriétés non bâties : 0,00 % ;
- cotisation foncière des entreprises : 0,00 %.

Chiffres clés Revenus et pauvreté des ménages en 2015 : médiane en 2015 du revenu disponible, par unité de consommation : 24 237 €.

## Population et société

### Démographie

#### Pyramide des âges
L'évolution du nombre d'habitants est connue à travers les recensements de la population effectués dans la commune depuis 1911. Pour les communes de moins de 10 000 habitants, une enquête de recensement portant sur toute la population est réalisée tous les cinq ans, les populations de référence des années intermédiaires étant quant à elles estimées par interpolation ou extrapolation. Pour la commune, le premier recensement exhaustif entrant dans le cadre du nouveau dispositif a été réalisé en 2004.

En 2022, la commune comptait 1 180 habitants, en évolution de −10,4 % par rapport à 2016 (Alpes-Maritimes : +2,85 %, France hors Mayotte : +2,11 %).
| 1911 | 1921 | 1926 | 1931 | 1936 | 1946 | 1954 | 1962 | 1968 |
| ---- | ---- | ---- | ---- | ---- | ---- | ---- | ---- | ---- |
| 353  | 339  | 287  | 291  | 309  | 316  | 355  | 440  | 531  |

| 1975 | 1982 | 1990  | 1999  | 2004  | 2006  | 2009  | 2014  | 2019  |
| ---- | ---- | ----- | ----- | ----- | ----- | ----- | ----- | ----- |
| 674  | 764  | 1 029 | 1 095 | 1 019 | 1 060 | 1 257 | 1 293 | 1 161 |

| 2022  | - | - | - | - | - | - | - | - |
| ----- | - | - | - | - | - | - | - | - |
| 1 180 | - | - | - | - | - | - | - | - |

### Enseignement
Établissements d'enseignements :
- Écoles maternelle et primaire[31],
- Collèges à Peymeinade, Grasse, Saint-Vallier-de-Thiey,
- Lycées à Grasse.

### Santé
Professionnels et établissements de santé :
- Médecins,
- Pharmacies Le Tignet, Cabris,
- Hôpitaux à Cabris, Grasse.

### Cultes
- Culte catholique, Paroisse Saint-Jean-Cassien[33] Diocèse de Nice.

## Culture locale et patrimoine

### Lieux et monuments

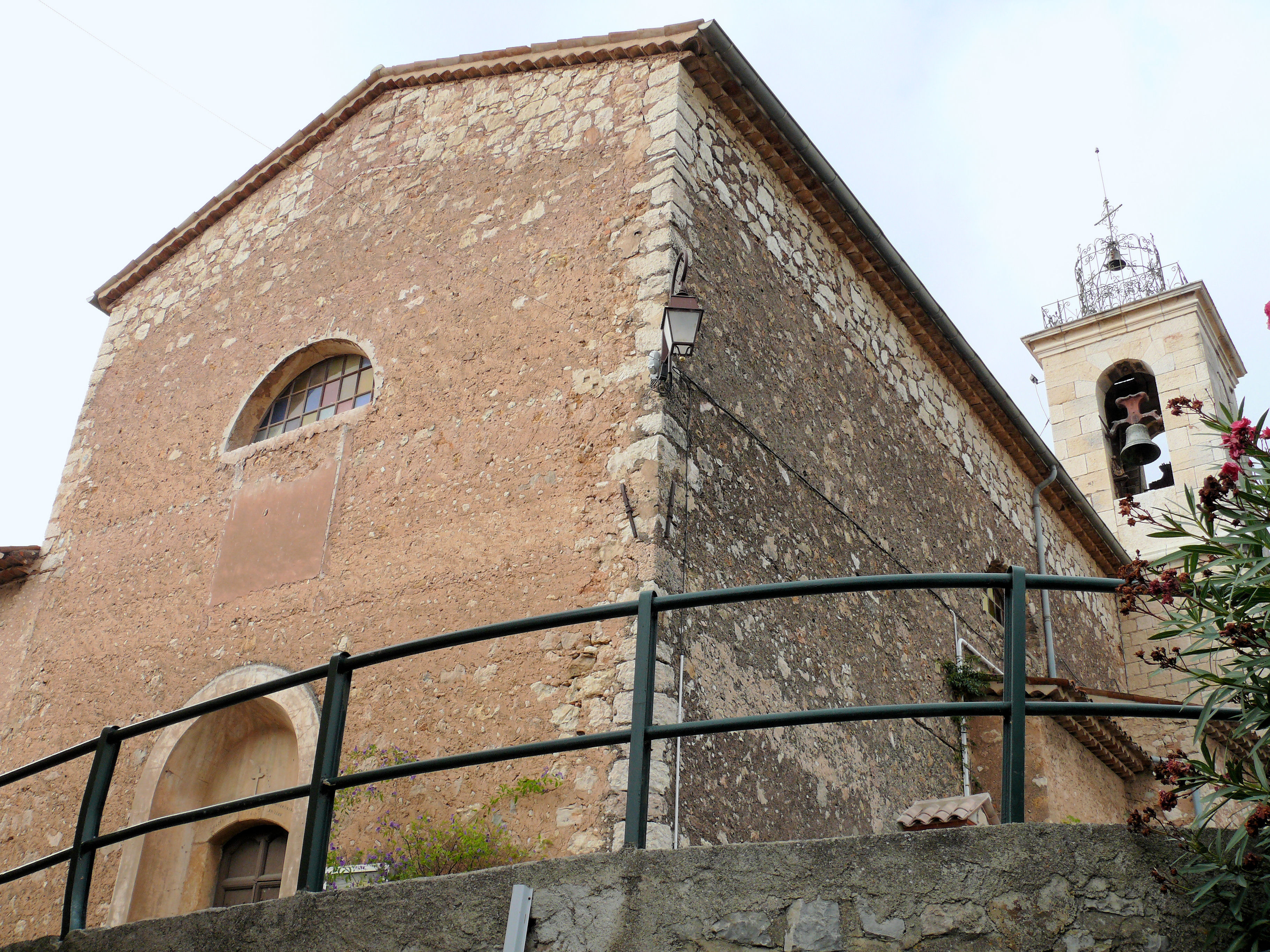
L'église Saint-Casimir.

- Église Saint-Casimir[34]. Le tympan de l'église porte la date de 1762, qui est celle de la construction de la première chapelle. Un texte gravé de part et d'autre rappelle qu'en 1849 l'église a été agrandie et la toiture rehaussée. Le clocher a été ajouté en 1860. Il a été réparé en 1982 et le campanile changé.
- Oratoire[35].
- Fontaine et lavoirs.
- Monument aux morts[36].
- Croix de Cabris, voies équipées pour l'initiation sur les blocs les plus hauts pour grimper en tête et en moulinette[37].

### Héraldique
| Blason de Spéracèdes | Blason  | D'azur à la chèvre d'argent couronnée d'or et surmontée d'un lis de jardin du même fleuri de deux pièces d'argent. |
| Blason de Spéracèdes | Détails | |

## Personnalités liées à la commune
- Emmanuel Bellini (1904-1989), artiste peintre, vécut à Spéracèdes.
- Les restes de Max Gallo (1932-2017), écrivain, historien et académicien français, y reposent, jouxtant ceux de ses parents.
- Ange-Marie Miniconi (1911-1988), résistant français, y fut instituteur au début de sa carrière. Il dirigea à Cannes, sous le nom de Commandant Jean-Marie, un important réseau de résistance durant la Seconde Guerre mondiale.